# Модель психического состояния человека
Модель психики человека (англ. Theory of Mind (ToM)). В литературе можно встретить и другие варианты перевода этого термина, например: понимание чужого сознания, теория намерений, теория сознания, теория разума и пр. (в фильмах «Би-би-си» встречается как «теория разума») — система репрезентаций психических феноменов (метарепрезентаций), интенсивно развивающаяся в детском возрасте. Обладать моделью психического состояния означает быть способным воспринимать как свои собственные переживания (убеждение, намерение, знание и пр.), так и переживания других людей, — что позволяет объяснять и прогнозировать их поведение.
Важнейший аспект модели психического состояния — это восприятие другого субъекта как интенционального агента, другими словами: осознание того факта, что собственное психическое состояние не тождественно психическому состоянию другого человека.
Сегодня «модели психического состояния» посвящён широкий спектр современных (конца 70-х гг. XX в. — начала XXI в.) исследований в области когнитивных наук и других междисциплинарных исследований мозга, мышления и сознания.

## Определение «модели психического состояния»
Термин «модель психического состояния» относится к способности приписывать независимые представления себе и другим людям с целью объяснения своего и чужого поведения. Эти представления должны быть независимыми как от реального положения дел (поскольку люди могут ожидать того, чего нет на самом деле), так и от представлений других людей (поскольку люди могут ожидать и желать разных вещей). Как указывал философ Дэниел Деннет, в полной мере модель психического состояния может использоваться только при объяснении и прогнозировании поведения, в основе которого лежат ложные ожидания, поскольку, если для объяснения поведения требуется привлечение только реального положения дел (или своих собственных убеждений), рассуждения о представлениях другого человека вообще не требуется.
Англоязычный термин theory of mind (дословно «теория разума») проистекает из невозможности непосредственного наблюдения психических процессов другого живого существа. Каждый человек может удостовериться в существовании собственного мышления лишь посредством интроспекции. Ни у кого нет прямого доступа к психике других людей. Соответственно, допущение, что окружающие также обладают разумом, является лишь предположением (одно из значений английского theory — ‘предположение, гипотеза’).
Как правило, каждый человек считает, что другие люди обладают мышлением, аналогичным его собственному, исходя из таких признаков, как двустороннее социальное взаимодействие, совместное внимание, коммуникативное использование речи и понимание чужих эмоций и действий. Модель психического состояния позволяет нам представить себе мысли, чувства и устремления других людей и догадываться об их намерениях. Как указывалось выше, это даёт нам возможность понимания того факта, что внутрипсихические процессы могут быть причиной чужого поведения. Таким образом, мы можем предсказывать и объяснять поступки окружающих.
Способность приписывать другим людям различные мысли и чувства и относиться к ним как к причине соответствующего поведения, позволяет рассматривать человеческое сознание в качестве «генератора репрезентаций». Отсутствие целостной модели психического состояния может быть признаком нарушения развития психики в процессе онтогенеза.
«Понимание чужого сознания» — ещё одно название данного явления (или ещё один перевод theory of mind). «Понятие» (или понимание) определяется как результат совокупности всех восприятий какого-либо предмета, который позволяет абстрагироваться от предмета. Во внутреннем плане можно оперировать понятиями, но не предметами, что обеспечивается сложным строением головного мозга человека. Под «сознанием» понимается вся совокупность внутренних мозговых (психических) явлений, являющихся причиной поведения, которые может воспринять другой индивидуум, то есть сознание — это знание вместе с кем-то, со-знание (по П.В.Симонову). Тогда «понимание чужого сознания» можно определить как способность воспринимать поведение другой особи и его внутренние причины (намерения, эмоции, мысли и т. д.).
Модель психического состояния, судя по всему, является природной способностью человека, однако для её полноценного развития требуется многолетний опыт социального взаимодействия. Различные люди могут развивать в большей или меньшей степени эффективные модели психического состояния. Эмпатия представляет собой близкое понятие, означающее способность распознавать и непосредственно переживать желания, убеждения и переживания других людей — чему соответствует общеупотребимое выражение «влезть в чужую шкуру».
Модель психического состояния не ограничивается лишь одним уровнем (порядком). К примеру, вопрос «О чём думает Вася?» подразумевает построение модели психического состояния первого порядка. Утверждение, основанное на модели психического состояния второго порядка, в нашем примере будет звучать так: «Он думает, что Петя его недолюбливает». Утверждение, исходящее из модели психического третьего порядка: «Петя знает, что Вася думает, что Петя его недолюбливает». Таким образом, порядок репрезентации внутренних представлений может возрастать бесконечно.
В течение последних 30 лет, со времени выхода статьи Давида Примака и Гая Вудраффа (Guy Woodruff) "Does the chimpanzee have a theory of mind?" , множеством исследователей проводилось активное изучение модели психического состояния в различных популяциях испытуемых (люди и животные, взрослые и дети, участники с нормальным и аномальным развитием). Возникновение такой области науки, как социальная нейробиология, обогатило изучение данной проблемы посредством визуализации головного мозга во время выполнения заданий, требующих понимания намерений, эмоций или убеждений окружающих.

## Философская основа
Современная концепция модели психического состояния ведёт своё происхождение от философских дискуссий прошлого. В частности, вопрос поднимался в «Размышлениях о первой философии» Рене Декарта — работе, определившей дальнейшее развитие науки о человеческом разуме. К настоящему времени в философской литературе выделилось два основных подхода к модели психического состояния: теория теории и теория симуляции.
Согласно теории теорий, для концептуализации психики других людей используется модель, являющаяся истинной теорией — «народная психология». Такая модель возникает мгновенно и её построение обусловлено генетически: социально обусловлены лишь точки приложения.
Теория симуляции, напротив, исходит из предположения, что модель психического состояния по своей природе — не просто теория. Предлагаются два типа симуляции. Одна версия (предложенная Alvin Goldman) подчёркивает, что субъект сначала должен распознать своё собственное душевное состояние прежде, чем приписывать другому то или иное состояние посредством симуляции. Другая версия теории симуляции подразумевает, что для осознания мыслей и эмоций (как своих, так и чужих) нам необходима специальная логическая процедура, именованная Робертом Гордоном (Robert Gordon) «процедурой перехода» (ascent routine). Подразумевается получение ответа на вопрос о душевном состоянии посредством перефразирования обычного вопроса в метафизический. К примеру, если Зоя спросит Машу: «Как ты считаешь, хочет ли та собака поиграть с тобой?», Маше для ответа на этот вопрос нужно будет сначала спросить себя: «Хочет ли та собака поиграть со мной?». То есть, люди, как правило, узнают о внутренней жизни других существ, пытаясь поставить себя на их место, хотя и не всегда (философский зомби).

## Развитие модели психического состояния
На данный момент наиболее изученной стороной модели психического состояния является онтогенез. Исследования восприятия у детей показали, что важнейшие аспекты моделирования психического состояния формируются к возрасту 3—5 лет. Здесь можно провести параллель с исследованиями Пиаже, который выявил окончание стадии эгоцентризма в 3—4 года.

## Эмпирические данные
На данный момент остаётся открытым вопрос о существовании модели психического состояния у детей младше 3—4 лет. Действительно, трудно оценить систему внутренних репрезентаций у ребёнка, не овладевшего ещё в достаточной мере речью. В то же время существует множество экспериментальных методик для определения способности к репрезентации внутренних представлений у детей более старшего возраста и у взрослых.

### Задачи на понимание ложных убеждений
Классическая задача на понимание ложных убеждений (false belief task), или задача Салли и Энн (Sally—Anne task), была предложена Wimmer и Perner в 1983 году и до сих пор остаётся одним из наиболее распространённых тестов для изучения модели психического состояния. В этом задании ребёнку показывают двух кукол, Салли и Энн; у Салли есть корзинка, а у Энн — коробка. Ребёнок видит, как Салли кладёт свой шарик в корзинку и уходит. Пока Салли нет, озорница Энн перекладывает шарик из корзинки в свою коробку и тоже уходит. Теперь Салли возвращается. Ребёнка спрашивают: «Где Салли будет искать свой шарик»? Согласно данным исследований с использованием заданий на понимание ложных убеждений, дети младше 4 лет, как правило, не могут правильно решить эту задачу. Следует отметить, что по данным Baron-Cohen et al. (1985), в то время как большинство детей соответствующего возраста, в том числе и дети с синдромом Дауна, справляются с заданием, до 80 % детей-аутистов не способны понять ошибочность ожиданий Салли.

### Задачи на понимание ложности собственных убеждений
Задачу на понимание ложности собственных убеждений (own false belief task), или задачу «Казалось—оказалось» (appearance-reality task), впервые предложили американские учёные A. Gopnik и J. W. Astington. Суть разработанного ими теста следующая. Ребёнка просят угадать, что находится в коробке из-под конфет. Когда ребёнок говорит «конфетки», коробочку открывают, показывая, что на самом деле там лежит карандаш. Затем экспериментатор снова закрывает крышку и говорит: «Когда придёт Петя, я покажу ему эту коробку закрытой, как тебе. Я спрошу его, что там внутри. Что он скажет?» С этим заданием легко справляются четырёхлетние дети. Дети помладше, а также аутисты зачастую не могут верно ответить на вопрос.

### Задачи на понимание верных убеждений
Тест этого рода был предложен Leslie и Frith в 1988 г.. Состоит он в следующем: ребёнку показывают кукольный домик с двумя комнатами — в одной находится стол, в другой — шкаф. На столе лежит мячик, и точно такой же мячик лежит в шкафу, что и демонстрируется ребёнку. Затем ему говорят: «Вася пошёл гулять и оставил свой мячик на столе. Мячик в шкафу он не видел. Когда он придёт, где он будет искать свой мячик?» Было показано, что дети, страдающие аутизмом (предположительно неспособные построить адекватную модель психического состояния), одинаково часто указывают как на первую, так и на вторую комнату. То есть они ориентируются не на убеждения Васи (в данном случае верные — мячик действительно находится там, где он его оставил), а на реальное положение вещей.

## Теории развития модели психического состояния у детей

### Теория теории
Так называемая «теория теории» (англ. theory-theory) является концепцией организации не только «theory of mind», но и познания человека вообще. Согласно ей, предсказание, объяснение и интерпретация происходит в соответствии с внутренней структурой знания — так называемой народной психологией (англ. folk psychology). Ребёнок рассматривается как учёный, и, соответственно, можно провести параллель между развитием ребёнка и эволюцией науки: смена научных парадигм позволяет объяснять все большее количество явлений, точно так же, как, взрослея, ребёнок начинает справляться с большим количеством задач. Выделяют три этапа развития «theory of mind»:
1. Психология желаний (2 года). Психология желания, появляющаяся у ребёнка в возрасте двух лет, представляет собой концептуализацию желаний, эмоций и познавательного опыта. Хотя эта концептуализация не является репрезентативной, объектом желания является объект реального мира: желание объекта наличествует и доминирует, в то время как внутреннее представление объекта отсутствует. Двухлетний ребёнок может предсказывать эмоции или действия героя, который или находит желаемый объект, или не находит его, или находит ему замену.
2. Психология желаний и убеждений (3 года). К трёхлетнему возрасту дети уже осознают наличие не только желаний, но и убеждений, однако они чаще объясняют действия в терминах желаний, нежели убеждений. Вероятно, трёхлетние дети начинают понимать, что убеждения, как внутренние репрезентации, могут оказаться ложными.
3. Психология желаний и убеждений (4 года). Приблизительно к четырём годам дети представляют, что желания и убеждения человека определяют его поведение и что убеждения человека — это интерпретация реальности; об этом говорит успешное прохождение задачи на понимание ложности убеждений.

Альтернативной структурой развития «theory of mind» является деление на два этапа: ситуационный и репрезентативный; переходный пункт — это как раз решение задачи на понимание ложности убеждений.

### Теория подражания
Согласно теории подражания (англ. simulation theory), дети осознают своё психическое состояние и могут делать выводы о психическом состоянии других людей путём подражания. Так, в задаче на понимание ложности убеждений, ребёнок может предсказать убеждения другого, мысленно представляя, что он бы думал сам, если бы был на месте другого. Этот процесс, являющийся собственно предсказанием, может быть неосознанным. Таким образом, развитие «theory of mind» сводится к улучшению способности совершать более точные подражания. Помимо того что подражание необходимо при предсказании и объяснении поведения других людей, оно требуется при усвоении социально-когнитивного знания и навыков. В теории подражания ключевая роль отводится опыту, поскольку навыки подражания улучшаются только во время практики. Теория была создана Г. Тардом. Эксперименты по данной теории отличались некоторой жестокостью.

### Модулярная теория
Модулярная теория (англ. modular theory) возникла по аналогии с модулярными теориями языка и восприятия (англ. ). Она постулирует наличие особого механизма мозга, для определения психических состояний людей, который либо является врождённым, либо появляется на ранних стадиях развития человека. Дети не усваивают теорию внутренних репрезентаций, поскольку убеждения суть отношения суждений, а не репрезентации; развитие «theory of mind» в онтогенезе обусловлено нейронным развитием данного модуля (англ. Theory of Mind Module (ToMM)), причём, существуют два отдела модуля: для агентов и для объектов. Опыт хотя и необходим для запуска этих механизмов, но не является определяющим в структуре «theory of mind».
Наиболее активными отделами мозга, при деятельности связанной с «theory of mind», считаются префронтальная кора и граница префронтальной и премоторной коры, — участки мозга, ответственные за произвольные действия.

### Малые возможности обработки информации
Причиной того, что дети не справляются с решением некоторых «theory of mind»-задач, являются ограниченные способности памяти и невозможность подавить доминирующее готовое решение. Соответственно, с развитием мозга и его возможностей увеличивается объём эпизодической памяти, которая считается основным типом памяти в вопросах «theory of mind».

## Зеркальные нейроны
Новый толчок к развитию «theory of mind» получила после открытия особого типа визуомоторных нейронов — так называемых «зеркальных», которые активируются и во время совершения действия самостоятельно и во время наблюдения агента (чаще всего конспецифичного), совершающего то же действие, например поднесение руки ко рту или хватание небольшого предмета. Первоначально зеркальные нейроны были обнаружены у человекообразных обезьян, затем у человека и впоследствии у некоторых видов птиц.
Таким образом, зеркальные нейроны являются аргументом в пользу теории подражания и в какой-то мере объединяют её с модулярной теорией. Возможно, именно зеркальные нейроны являются основой механизма сложной имитации, который лежит в основе теории подражания.

## Модель психического состояния у животных
История исследований модели психического состояния у животных начинается со статьи D. Premack и G. Woodruff «Способны ли шимпанзе к построению модели психического состояния?». Шимпанзе Саре показывали видеозапись, в которой человек с озадаченным лицом пытается достать ветку бананов, находящуюся вне клетки, после Саре предоставили два изображения, на одном из которых было показано решение (бананы были добыты при помощи палки) — Сара выбрала эту картинку. Исследователи посчитали это доказательством того, что шимпанзе может осознавать психические состояния.
Повинелли предложил более убедительные аргументы «theory of mind» у обезьян. В помещении находятся четыре непрозрачных ведра, одному из двух экспериментаторов завязывают глаза, другой же прячет лакомство под одним из ведёр незаметно для обезьяны. В качестве информатора обезьяна выбирала того из экспериментаторов, который мог действительно знать.